# واتاوالا
واتاوالا (به لاتین: Watawala) یک منطقهٔ مسکونی در سری‌لانکا است که در استان مرکزی (سری‌لانکا) واقع شده‌است.